# Cheilinus lunulatus
Cheilinus lunulatus är en fiskart som först beskrevs av Forsskål, 1775.  Cheilinus lunulatus ingår i släktet Cheilinus och familjen läppfiskar. IUCN kategoriserar arten globalt som livskraftig. Inga underarter finns listade i Catalogue of Life.